# Jeremy Peter Allen
Jeremy Peter Allen là một đạo diễn và nhà biên kịch phim người Canada. Ông theo học ngành sản xuất phim tại Đại học Concordia ở Montreal, sau đó trở lại thành phố Quebec, nơi ông đã làm việc nhiều năm với hợp tác xã phim Spirafilm.
Ông đã đạo diễn một số phim ngắn bao gồm L'est (2009), chuyển thể từ truyện ngắn East của tác giả Canada Nancy Lee, và Requiem contre un plafond (2001), chuyển thể từ truyện ngắn cùng tên của tác giả người Pháp Tonino Benacquista.
Phim truyện đầu tiên của Allen, Manners of Dying (2004), được chuyển thể từ truyện của tác giả người Canada Yann Martel. Phim có sự tham gia của các diễn viên Quebec Roy Dupuis và Serge Houde.
Allen là trợ lý đạo diễn đầu tiên trong bộ phim năm 2003 của Robert Lepage, Far Side of the Moon (La Face cachée de la lune). Năm 2009, Lepage đề nghị Allen đạo diễn một bộ phim tiểu sử ngắn do Ủy ban Điện ảnh Quốc gia Canada sản xuất nhân dịp đạo diễn sân khấu nổi tiếng nhận Giải thưởng của Toàn quyền.
Năm 2009, Allen đạo diễn một loạt phim truyền hình thần bí gồm 10 phần, Chabotte et fille, cho Tele-Québec.